# Liga Femenina de baloncesto 2009-10
La temporada 2009-10 de la Liga Femenina fue la 47.ª temporada de la liga femenina de baloncesto. Se inició el 10 de octubre de 2009 y acabó el 29 de abril de 2010. El Ros Casares Valencia se alzó con el título tras ganar al Perfumerías Avenida en los playoffs 2-0.

## Clubes participantes
| Equipo                        | Ciudad                | Posición 2008-2009 |
| ----------------------------- | --------------------- | ------------------ |
| Ciudad Ros Casares Valencia   | Valencia              | Campeón            |
| Perfumerías Avenida           | Salamanca             | Subcampeón         |
| Rivas Ecópolis                | Rivas-Vaciamadrid     | 3.º                |
| C.B. Olesa - Espanyol         | Olesa de Montserrat   | 5.º                |
| Sóller Joventut Mariana       | Sóller                | 6.º                |
| Palacio de Congresos de Ibiza | Santa Eulalia del Río | 7.º                |
| Hondarribia-Irún              | Fuenterrabía          | 8.º                |
| RC Celta Indepo               | Vigo                  | 9.º                |
| Cadí La Seu d'Urgell          | Seo de Urgel          | 10.º               |
| Gran Canaria 2014             | Las Palmas            | 11.º               |
| ASEFA Estudiantes             | Madrid                | 12.º               |
| Mann Filter Zaragoza          | Zaragoza              | 13.º               |
| Argón Uni Girona              | Gerona                | Campeonas LF2      |
| Real Canoe N. C.              | Madrid                | Subcampeonas LF2   |

## Formato de competición
Los 14 equipos juegan todos contra todos a doble vuelta. Los tres primeros equipos clasificados al final de la primera vuelta junto con el anfitrión juegan la Copa de la Reina. Si el anfitrión termina entre los tres primeros, el cuarto clasificado de la liga la jugará también.
Al finalizar la temporada regular, los cuatro primeros equipos se clasifican para playoffs. Todas las series se disputan al mejor de tres partidos. Los dos últimos equipos descienden a Liga Femenina 2.

## Liga regular
| Pos. | Equipo                     | PJ | G  | P  | PF   | PC   | DP   | Pts | Clasificación o descenso           |
| ---- | -------------------------- | -- | -- | -- | ---- | ---- | ---- | --- | ---------------------------------- |
| 1    | Ros Casares Valencia       | 26 | 25 | 1  | 2233 | 1668 | +565 | 51  | Clasifican a los Playoffs          |
| 2    | Perfumerías Avenida        | 26 | 23 | 3  | 1928 | 1621 | +307 | 49  | Clasifican a los Playoffs          |
| 3    | Rivas Ecópolis             | 26 | 21 | 5  | 1884 | 1615 | +269 | 47  | Clasifican a los Playoffs          |
| 4    | Mann Filter Zaragoza       | 26 | 14 | 12 | 1703 | 1701 | +2   | 40  | Clasifican a los Playoffs          |
| 5    | Argón Uni Girona           | 26 | 13 | 13 | 1682 | 1774 | −92  | 39  |                                    |
| 6    | Celta Indepo               | 26 | 13 | 13 | 1821 | 1827 | −6   | 39  |                                    |
| 7    | CB Olesa Espanyol          | 26 | 12 | 14 | 1895 | 1958 | −63  | 38  |                                    |
| 8    | Gran Canaria 2014          | 26 | 12 | 14 | 1796 | 1825 | −29  | 38  |                                    |
| 9    | Sóller Juventud Mariana    | 26 | 12 | 14 | 1831 | 1895 | −64  | 38  |                                    |
| 10   | Cadí La Seu                | 26 | 11 | 15 | 1894 | 1945 | −51  | 37  |                                    |
| 11   | Hondarribia-Irún           | 26 | 8  | 18 | 1699 | 1858 | −159 | 34  |                                    |
| 12   | Real Canoe N. C.           | 26 | 8  | 18 | 1710 | 1955 | −245 | 34  | Descenso a LF2                     |
| 13   | ASEFA Estudiantes          | 26 | 6  | 20 | 1605 | 1826 | −221 | 32  | Descenso a LF2                     |
| 14   | Palacio de Congresos Ibiza | 26 | 4  | 22 | 1662 | 1875 | −213 | 30  | Mantiene la categoría por vacantes |

 Fuente: FEB

### Tabla de resultados cruzados
| Local \ Visitante             | GIR   | EST    | OLE   | CAD   | ROS    | GCA   | HON   | MAN   | IBI   | AVE   | CEL   | RIV   | SOL   |
| ----------------------------- | ----- | ------ | ----- | ----- | ------ | ----- | ----- | ----- | ----- | ----- | ----- | ----- | ----- |
| Argón Uni Girona              | —     | 70–54  | 68–75 | 66–59 | 61–86  | 58–67 | 71–80 | 55–46 | 58–51 | 56–75 | 68–61 | 49–73 | 74–72 |
| ASEFA Estudiantes             | 65–52 | —      | 67–73 | 61–82 | 58–79  | 63–66 | 70–67 | 56–64 | 61–47 | 56–80 | 82–73 | 50–58 | 73–70 |
| C.B. Olesa Espanyol           | 63–68 | 71–69  | —     | 83–75 | 69–93  | 96–74 | 86–91 | 83–72 | 76–70 | 72–80 | 83–74 | 67–82 | 82–78 |
| Cadí La Seu d'Urgell          | 80–72 | 80–75  | 75–63 | —     | 73–86  | 79–73 | 80–75 | 64–74 | 72–71 | 81–86 | 87–81 | 77–83 | 72–76 |
| Ciudad Ros Casares Valencia   | 79–53 | 102–56 | 88–73 | 91–48 | —      | 93–69 | 87–62 | 85–48 | 87–74 | 78–79 | 94–75 | 75–60 | 88–56 |
| Gran Canaria 2014             | 64–70 | 66–54  | 66–74 | 89–66 | 71–104 | —     | 93–58 | 71–68 | 61–58 | 70–72 | 64–46 | 43–58 | 63–73 |
| Hondarribia-Irún              | 66–68 | 67–64  | 82–71 | 66–65 | 49–83  | 62–76 | —     | 55–67 | 79–76 | 59–64 | 53–64 | 64–80 | 58–71 |
| Mann Filter Zaragoza          | 66–55 | 63–42  | 64–53 | 76–71 | 68–75  | 70–54 | 69–63 | —     | 76–54 | 55–60 | 67–58 | 70–60 | 69–75 |
| Palacio de Congresos de Ibiza | 74–83 | 67–54  | 73–84 | 66–75 | 68–85  | 74–94 | 68–62 | 62–67 | —     | 55–69 | 74–79 | 77–68 | 58–65 |
| Perfumerías Avenida           | 76–59 | 83–60  | 77–53 | 76–55 | 68–72  | 78–67 | 69–59 | 69–53 | 69–50 | —     | 84–61 | 58–77 | 85–61 |
| RC Celta Indepo               | 69–65 | 70–62  | 68–56 | 63–69 | 70–80  | 70–65 | 51–49 | 82–73 | 75–50 | 62–64 | —     | 71–85 | 84–70 |
| Rivas Ecópolis                | 69–57 | 74–54  | 84–74 | 86–78 | 56–73  | 83–47 | 54–51 | 80–56 | 72–48 | 80–71 | 70–62 | —     | 62–47 |
| Sóller Joventut Mariana       | 77–79 | 74–69  | 68–78 | 80–76 | 70–84  | 72–87 | 68–60 | 81–60 | 79–74 | 57–64 | 70–84 | 79–75 | —     |

### Evolución en la clasificación
La tabla muestra las posiciones de cada equipo al término de cada jornada. 
| Equipo ╲ Jornada              | 1                | 2  | 3  | 4  | 5  | 6  | 7  | 8  | 9  | 10 | 11 | 12 | 13 | 14 | 15 | 16 | 17 | 18 | 19 | 20 | 21 | 22 | 23 | 24 | 25 | 26 |   |
| ----------------------------- | ---------------- | -- | -- | -- | -- | -- | -- | -- | -- | -- | -- | -- | -- | -- | -- | -- | -- | -- | -- | -- | -- | -- | -- | -- | -- | -- | - |
| Equipo ╲ Jornada              | Argón Uni Girona | 13 | 9  | 12 | 11 | 9  | 7  | 10 | 10 | 10 | 10 | 11 | 8  | 10 | 10 | 9  | 10 | 9  | 7  | 9  | 9  | 9  | 10 | 9  | 9  | 7  | 5 |
| ASEFA Estudiantes             | 11               | 12 | 14 | 14 | 11 | 12 | 12 | 12 | 14 | 14 | 14 | 14 | 14 | 13 | 13 | 13 | 12 | 12 | 11 | 12 | 12 | 13 | 13 | 13 | 13 | 13 |   |
| C.B. Olesa Espanyol           | 5                | 7  | 5  | 6  | 5  | 5  | 6  | 6  | 7  | 6  | 6  | 7  | 7  | 7  | 6  | 6  | 6  | 6  | 6  | 6  | 6  | 7  | 6  | 7  | 10 | 7  |   |
| Cadí La Seu d'Urgell          | 10               | 8  | 9  | 10 | 13 | 13 | 13 | 14 | 12 | 13 | 12 | 12 | 12 | 12 | 11 | 9  | 10 | 10 | 10 | 10 | 10 | 9  | 10 | 10 | 9  | 10 |   |
| Ciudad Ros Casares Valencia   | 1                | 1  | 1  | 1  | 1  | 1  | 1  | 1  | 1  | 1  | 1  | 1  | 1  | 1  | 1  | 1  | 1  | 1  | 1  | 1  | 1  | 1  | 1  | 1  | 1  | 1  |   |
| Gran Canaria 2014             | 12               | 14 | 7  | 9  | 12 | 8  | 7  | 7  | 11 | 11 | 8  | 9  | 8  | 8  | 8  | 8  | 8  | 9  | 8  | 8  | 8  | 8  | 8  | 8  | 6  | 8  |   |
| Hondarribia-Irún              | 14               | 10 | 11 | 8  | 8  | 10 | 8  | 9  | 8  | 8  | 9  | 10 | 9  | 9  | 10 | 11 | 11 | 11 | 12 | 13 | 13 | 12 | 11 | 12 | 12 | 11 |   |
| Mann Filter Zaragoza          | 4                | 3  | 3  | 2  | 4  | 4  | 5  | 5  | 5  | 5  | 5  | 4  | 4  | 4  | 4  | 4  | 4  | 4  | 4  | 5  | 4  | 4  | 4  | 4  | 5  | 4  |   |
| Palacio de Congresos de Ibiza | 9                | 11 | 13 | 13 | 14 | 14 | 14 | 13 | 13 | 12 | 13 | 13 | 13 | 14 | 14 | 14 | 14 | 14 | 14 | 14 | 14 | 14 | 14 | 14 | 14 | 14 |   |
| Perfumerías Avenida           | 2                | 5  | 4  | 3  | 2  | 3  | 3  | 3  | 3  | 3  | 3  | 3  | 3  | 3  | 3  | 3  | 3  | 3  | 2  | 2  | 2  | 2  | 2  | 2  | 2  | 2  |   |
| RC Celta Indepo               | 6                | 4  | 6  | 5  | 6  | 6  | 4  | 4  | 4  | 4  | 4  | 5  | 5  | 5  | 5  | 5  | 5  | 5  | 5  | 4  | 5  | 5  | 5  | 5  | 4  | 6  |   |
| Real Canoe N. C.              | 7                | 6  | 10 | 12 | 10 | 11 | 9  | 11 | 9  | 9  | 10 | 11 | 11 | 11 | 12 | 12 | 13 | 13 | 13 | 11 | 11 | 11 | 12 | 11 | 11 | 12 |   |
| Rivas Ecópolis                | 3                | 2  | 2  | 4  | 3  | 2  | 2  | 2  | 2  | 2  | 2  | 2  | 2  | 2  | 2  | 2  | 2  | 2  | 3  | 3  | 3  | 3  | 3  | 3  | 3  | 3  |   |
| Sóller Joventut Mariana       | 8                | 13 | 8  | 7  | 7  | 9  | 11 | 8  | 6  | 7  | 7  | 6  | 6  | 6  | 7  | 7  | 7  | 8  | 7  | 7  | 7  | 6  | 7  | 6  | 8  | 9  |   |

## Play Off por el título
|  | Semifinales | Semifinales          | Semifinales |                     |   | Finales              | Finales | Finales |  |
|  |             |                      |             |                     |   |                      |         |         |  |
|  |             |                      |             |                     |   |                      |         |         |  |
|  | 1           | Ros Casares Valencia | 2           |                     |   |                      |         |         |  |
|  | 1           | Ros Casares Valencia | 2           |                     |   |                      |         |         |  |
|  | 4           | Mann Filter Zaragoza | 0           |                     |   |                      |         |         |  |
|  | 4           | Mann Filter Zaragoza | 0           |                     | 1 | Ros Casares Valencia | 2       |         |  |
|  |             |                      |             |                     | 1 | Ros Casares Valencia | 2       |         |  |
|  |             |                      | 2           | Perfumerías Avenida | 0 |                      |         |         |  |
|  | 2           | Perfumerías Avenida  | 2           | Perfumerías Avenida | 0 | 2                    |         |         |  |
|  | 2           | Perfumerías Avenida  |             |                     |   | 2                    |         |         |  |
|  | 3           | Rivas Ecópolis       | 0           |                     |   |                      |         |         |  |
|  | 3           | Rivas Ecópolis       | 0           |                     |   |                      |         |         |  |
|  |             |                      |             |                     |   |                      |         |         |  |

### Semifinales
| Equipo 1                 | Series | Equipo 2                 | 1.er partido | 2.º partido | 3.er partido |
| ------------------------ | ------ | ------------------------ | ------------ | ----------- | ------------ |
| (1) Ros Casares Valencia | 2–0    | Mann Filter Zaragoza (4) | 80–64        | 79–52       | —            |
| (2) Perfumerías Avenida  | 2–0    | Rivas Ecópolis (3)       | 65–59        | 68–65       | —            |

Partido 1
| 15 de abril de 2010                      | Ros Casares Valencia                                        | 80–64                                 | Mann Filter Zaragoza                                          | Valencia                                                                                               |  |  |
| 20:30                                    | Parciales: 22–12, 17–23, 19–17, 22–12                       | Parciales: 22–12, 17–23, 19–17, 22–12 | Parciales: 22–12, 17–23, 19–17, 22–12                         | |  |  |
|                                          | Estadísticas Milton 27 de Souza 10 Snell, Palau 3 Milton 30 | Reporte Pts Reb Asts Val              | Estadísticas 16 Feaster 10 Pascua 6 Ouviña 10 Feaster, Ouviña | Pabellón: Pabellón Fuente de San Luis Árbitros: Ángel de Lucas de Lucas Juan Gabriel Carpallo Miguélez |  |  |
| Ros Casares Valencia lidera la serie 1-0 |                                                             |                                       |                                                               | |  |  |
|                                          |                                                             |                                       |                                                               | |  |  |

| 10 de abril de 2010                     | Perfumerías Avenida                                               | 65–59                                | Rivas Ecópolis                                               | Salamanca                                                                         |  |  |
| 18:00                                   | Parciales: 22–23, 14–11, 10–8, 19–17                              | Parciales: 22–23, 14–11, 10–8, 19–17 | Parciales: 22–23, 14–11, 10–8, 19–17                         |                                                                                   |  |  |
|                                         | Estadísticas Willingham 14 Willingham 8 Domínguez 3 Willingham 20 | Reporte Pts Reb Asts Val             | Estadísticas 16 Langhorne 8 Langhorne 5 Bermejo 20 Langhorne | Pabellón: Pabellón de Würzburg Árbitros: Alberto Sánchez Ardid Javier Millera Mas |  |  |
| Perfumerías Avenida lidera la serie 1-0 |                                                                   |                                      |                                                              |                                                                                   |  |  |
|                                         |                                                                   |                                      |                                                              |                                                                                   |  |  |

Partido 2
| 19 de abril de 2010                    | Mann Filter Zaragoza                                          | 52–79                                | Ros Casares Valencia                                                      | Zaragoza                                                                                          |  |  |
| 20:00                                  | Parciales: 17–16, 9–18, 11–28, 15–17                          | Parciales: 17–16, 9–18, 11–28, 15–17 | Parciales: 17–16, 9–18, 11–28, 15–17                                      |                                                                                                   |  |  |
|                                        | Estadísticas Abromaitė, Pascua 11 Pascua 8 Ouviña 4 Pascua 17 | Reporte Pts Reb Asts Val             | Estadísticas 19 de Souza 8 Veselá, Aguilar 4 Snell, Montañana 26 de Souza | Pabellón: Pabellón Siglo XXI Árbitros: Juan Pedro Morales García-Alcaide Jorge Martínez Fernández |  |  |
| Ros Casares Valencia gana la serie 2-0 |                                                               |                                      |                                                                           |                                                                                                   |  |  |
|                                        |                                                               |                                      |                                                                           |                                                                                                   |  |  |

| 14 de abril de 2010                   | Rivas Ecópolis                                            | 65–68                                 | Perfumerías Avenida                                           | Rivas-Vaciamadrid                                                                                  |  |  |
| 20:30                                 | Parciales: 12–17, 16–14, 14–13, 23–24                     | Parciales: 12–17, 16–14, 14–13, 23–24 | Parciales: 12–17, 16–14, 14–13, 23–24                         | |  |  |
|                                       | Estadísticas Újhelyi, Cruz 16 Újhelyi 8 Bermejo 5 Cruz 20 | Reporte Pts Reb Asts Val              | Estadísticas 19 Domínguez 9 Lyttle 2 tres jugadoras 14 Lyttle | Pabellón: Pabellón Cerro del Telégrafo Árbitros: José Antonio Pagán Baró Fernando Calatrava Cuevas |  |  |
| Perfumerías Avenida gana la serie 2-0 |                                                           |                                       |                                                               | |  |  |
|                                       |                                                           |                                       |                                                               | |  |  |

### Final
| Equipo 1                 | Series | Equipo 2                | 1.er partido | 2.º partido | 3.er partido |
| ------------------------ | ------ | ----------------------- | ------------ | ----------- | ------------ |
| (1) Ros Casares Valencia | 2–0    | Perfumerías Avenida (2) | 78–69        | 82–78 TE    | —            |

Partidos
| 24 de abril de 2010                      | Ros Casares Valencia                               | 78–69                                 | Perfumerías Avenida                                 | Valencia                                                                             |  |  |
| 18:30                                    | Parciales: 16–13, 20–11, 23–19, 19–26              | Parciales: 16–13, 20–11, 23–19, 19–26 | Parciales: 16–13, 20–11, 23–19, 19–26               |                                                                                      |  |  |
|                                          | Estadísticas Snell 24 de Souza 10 Snell 4 Snell 24 | Reporte Pts Reb Asts Val              | Estadísticas 19 Lyttle 12 Lyttle 4 Lyttle 35 Lyttle | Pabellón: Pabellón Fuente de San Luis Árbitros: Germán Morales Ruiz José Pla Giménez |  |  |
| Ros Casares Valencia lidera la serie 1-0 |                                                    |                                       |                                                     |                                                                                      |  |  |
|                                          |                                                    |                                       |                                                     |                                                                                      |  |  |

| 29 de abril de 2010                    | Perfumerías Avenida                                                | 78–82 (OT)                                        | Ros Casares Valencia                               | Salamanca                                                                                    |  |  |
| 20:30                                  | Parciales: 21–19, 23–16, 7–19, 18–15 (T.E.: 9–13)                  | Parciales: 21–19, 23–16, 7–19, 18–15 (T.E.: 9–13) | Parciales: 21–19, 23–16, 7–19, 18–15 (T.E.: 9–13)  |                                                                                              |  |  |
|                                        | Estadísticas Lyttle 29 Lyttle 14 Domínguez, Willingham 2 Lyttle 36 | Reporte Pts Reb Asts Val                          | Estadísticas 21 Snell 13 de Souza 9 Palau 20 Snell | Pabellón: Pabellón de Würzburg Árbitros: Miguel Ángel Garmendia Zorita Ángel González Zumajo |  |  |
| Ros Casares Valencia gana la serie 2-0 |                                                                    |                                                   |                                                    |                                                                                              |  |  |
|                                        |                                                                    |                                                   |                                                    |                                                                                              |  |  |

## Postemporada
- Campeonas de la Liga Femenina 2009-10: Ros Casares Valencia (7º título).
- Campeonas de la Copa de la Reina 2010: Ros Casares Valencia (7º título).
- Campeonas de la Supercopa 2009: Ros Casares Valencia (6º título).
- Clasificadas para Euroliga 2010-11: Ros Casares Valencia, Perfumerías Avenida y Rivas Ecópolis.
- Clasificadas para Eurocup 2010-11: Mann Filter Zaragoza y Gran Canaria 2014.
- Descendidas a Liga Femenina 2 2010-11:  ASEFA Estudiantes y Real Canoe N. C..
- Ascendidas de Liga Femenina 2 2009-10:  UNB Obenasa Navarra y Extrugasa.